# Kidandali
Le kidandali est un genre musical stylistique qui utilise des sons et des samples locaux de l'Ouganda. Kidandali est un mot de la langue ganda qui peut signifier « fête locale » ou « célébration ». Les concerts de musique et les cérémonies de mariage traditionnel (kwanjula) sont des exemples de ces « bidandali ». La musique elle-même porte ce nom parce qu'il s'agit le plus souvent du type de musique jouée ou interprétée lors de ces fêtes et fonctions locales. D'autres sources et commentateurs qualifient le genre de « musique de bande », tandis que d'autres le qualifient d'« afrobeat ». 